# 日本福冈圣殿
日本福冈圣殿（日语：福岡神殿）是耶稣基督后期圣徒教会第88个开放的圣殿，位于日本福冈市中央區平野浄水町，毗邻动植物园，是继日本东京圣殿之后日本的第二座圣殿. 福冈圣殿之后, 2016年日本札幌圣殿被奉献了.
1998年5月7日，耶稣基督后期圣徒教会宣布在福冈修建圣殿。1999年3月20日举行奠基仪式。2000年6月11日，戈登‧兴格莱（Gordon B. Hinckley）会长主持奉献仪式。